# CD44-Antigen
CD44 antigen ist ein Oberflächenprotein.

## Eigenschaften
CD44 ist ein Rezeptor für Hyaluronsäure und vermittelt so Zellkontakte und Kontakte zur extrazellulären Matrix. Weiterhin bindet es Osteopontin, Kollagene und Matrix-Metalloproteinasen. CD44 ist beteiligt an der Cytokinese, der Aktivierung von Lymphozyten, der Hämatopoese und der Entstehung von Tumoren. CD44 verstärkt den EGF-Rezeptor-Signalweg. Es besitzt viele Isoformen und unterschiedliche posttranslationale Modifikationen. CD44 ist glykosyliert, phosphoryliert und besitzt eine Pyrrolidoncarboxylsäure.
CD44 ist verantwortlich für den Import von Metallen in Krebszellen, v. a. in Krebsstammzellen. Es wurde gezeigt, dass CD44 Eisen in Zellen bringen kann, welches für epigenetische Veränderungen in Krebsstammzellen wichtig ist. Zudem kann CD44 Kupfer in Zellen bringen, welches wiederum für metabolische Kontrolle und die Generation von NAD+ von NADH in Immunzellen, v. a. Macrophagen, gebraucht wird.